# Angimordella burmitina
Angimordella burmitina (лат.) — ископаемый вид жуков из семейства шипоносок (Mordellidae), единственный в роде Angimordella. Обнаружены в бирманском янтаре мелового периода (Юго-Восточная Азия, Мьянма, возраст около 99 млн лет). Предположительно, это наиболее древний вид насекомых — опылителей цветов.

## Описание
Мелкий жук-шипоноска или горбатка, длина тела 4,25 мм. Голова крупная поперечная. Усики сравнительно короткие, включают 7 флагелломеров. Длина пронотума 1,11 мм. Переднеспинка немного сужается кпереди, наиболее широкая её часть сзади, примерно равная ширине оснований надкрылий, боковые края изогнутые; диск пронотума покрыт короткими волосками. Длина надкрылий 2,46 мм, примерно в ∼2,5 раза длиннее пронотума, покрывают все брюшные сегменты. Предположительно, это наиболее древний вид насекомых-опылителей цветов, так как внутри янтаря, так и непосредственно на теле жука (на лапках) найдены зерна пыльцы, имеющей характерную структуру, которая способствует более успешному её переносу насекомым.

## Систематика
Вид впервые был описан в 2019 году по типовым материалам, обнаруженным в бирманском янтаре (Мьянма). Один из древнейших представителей семейства Mordellidae.
Монотипический род Angimordella сходен с ископаемыми видами Mediumiuga sinespinis из испанского янтаря и Primaevomordellida burmitina и включён в подсемейство Mordellinae.